# 이대성 (청주시의원)
이대성(李大性, 1968년 3월 6일~2012년 2월 29일)은 대한민국의 민선 4·5기 충청북도 청주시의원(2006~2012)이다. 2012년 2월 29일, 자신의 레토나 차량을 몰고 가던 도중 무단횡단하는 노인을 피하려다 가로수를 들이받는 교통사고가 났다. 크게 다쳐 의식을 잃은채 인근 병원으로 옮겨졌으나, 45세를 일기로 사망하였다.

## 학력
- 청주농업고등학교 졸업
- 한국방송통신대학교 행정학과 학사 졸업
- 중부대학교 대학원 조경공학과 공학 석사 졸업

## 경력
- 2006.07~2010.06 제8대 충청북도 청주시의회 의원
- 2008.07~2010.06 제8대 충청북도 청주시의회 예산결산특별위원회 위원장
- 2010.07~2012.02 제9대 충청북도 청주시의회 의원
- 2010.07~2012.02 제9대 충청북도 청주시의회 도시건설위원회 위원

## 역대 선거 결과
|  | 34.70% |

|  | 27.00% |

|  | 19.62% |